# Carex vaginata
Carex vaginata là một loài thực vật có hoa trong họ Cói. Loài này được Tausch mô tả khoa học đầu tiên năm 1821.

## Hình ảnh

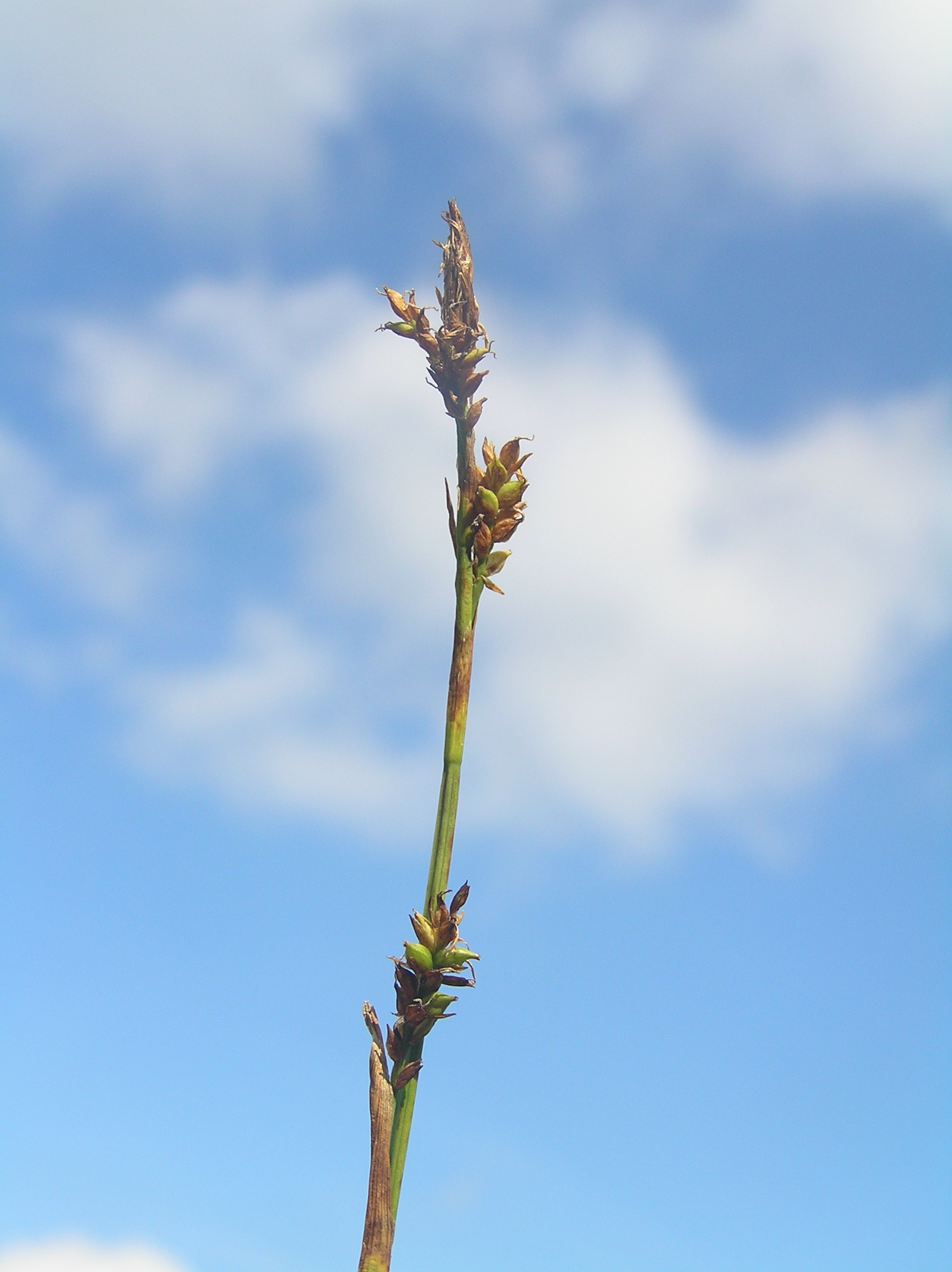
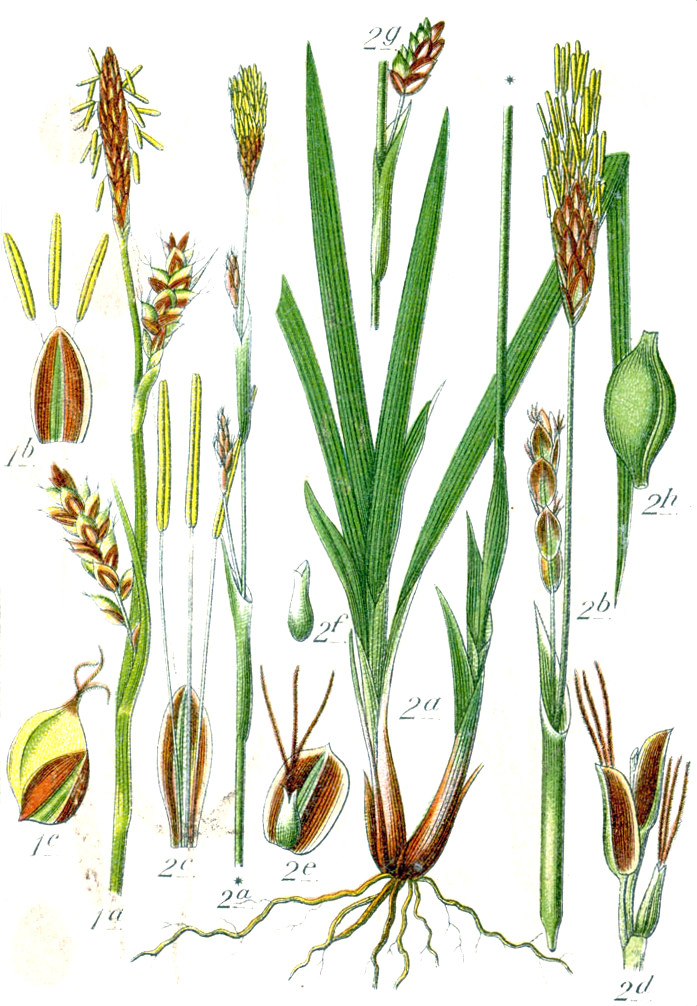
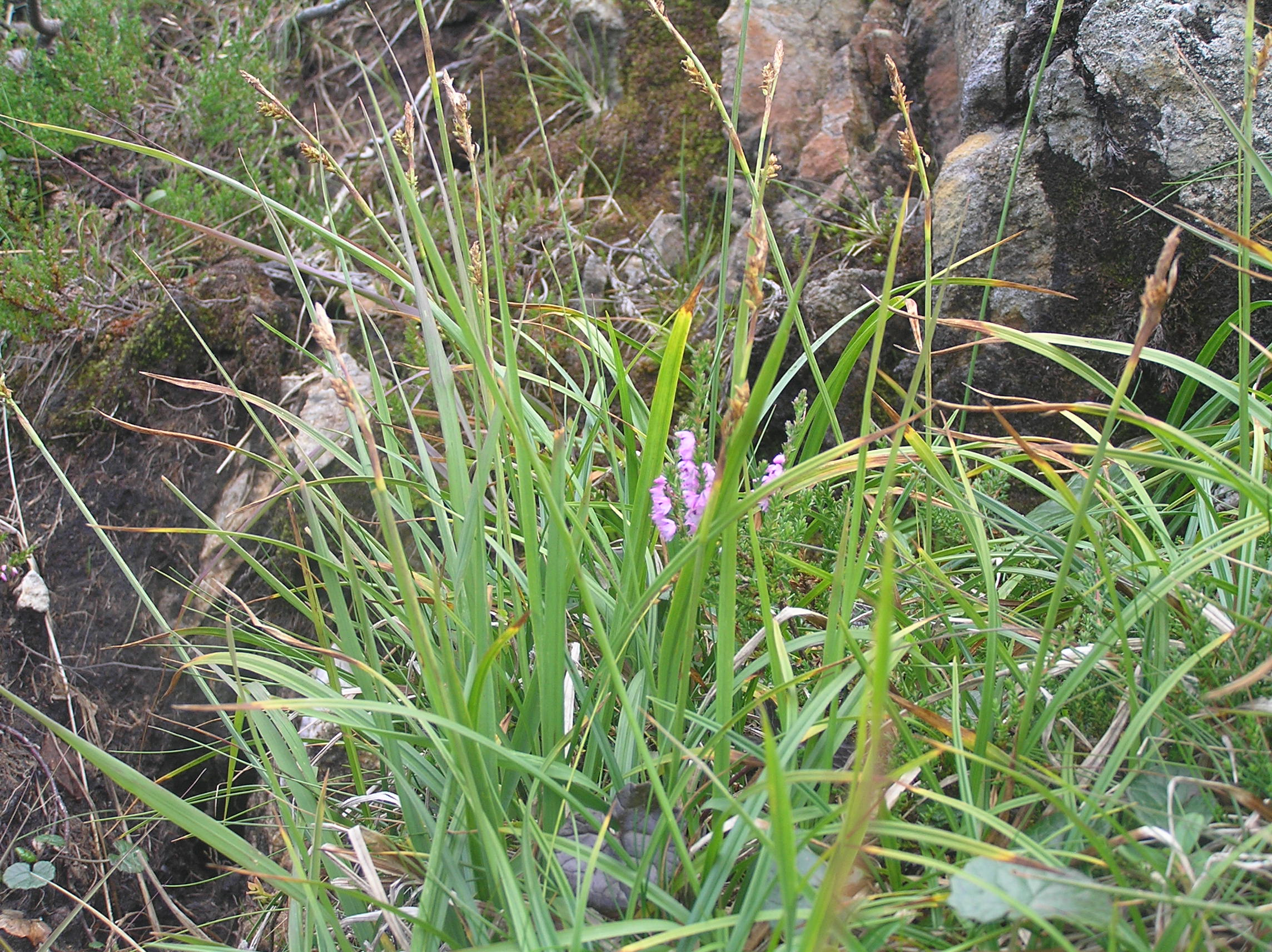
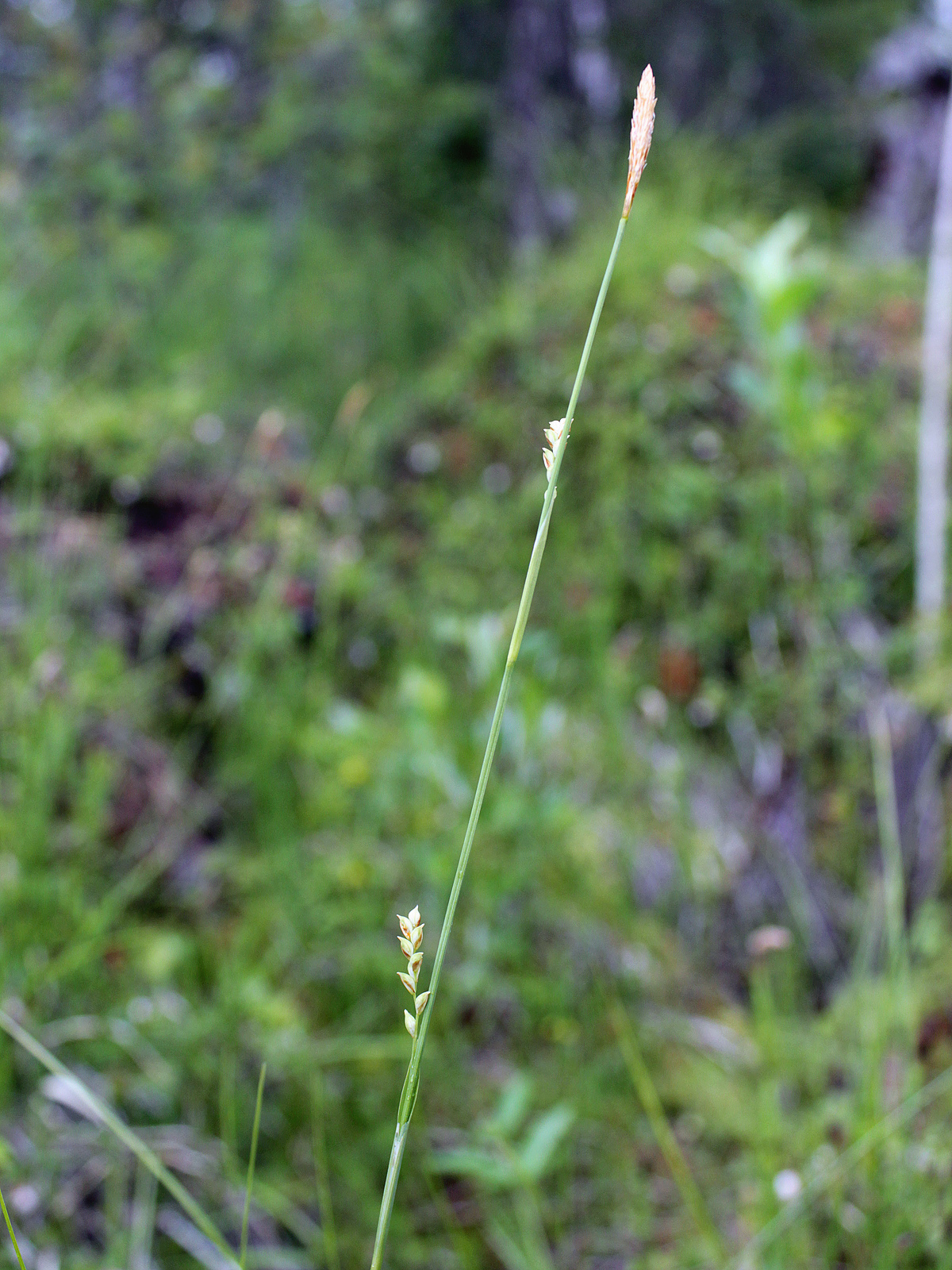